# Leffinge
Leffinge è una frazione del comune belga di Middelkerke, situato nella provincia fiamminga delle Fiandre Occidentali.